# 데이비드 허먼

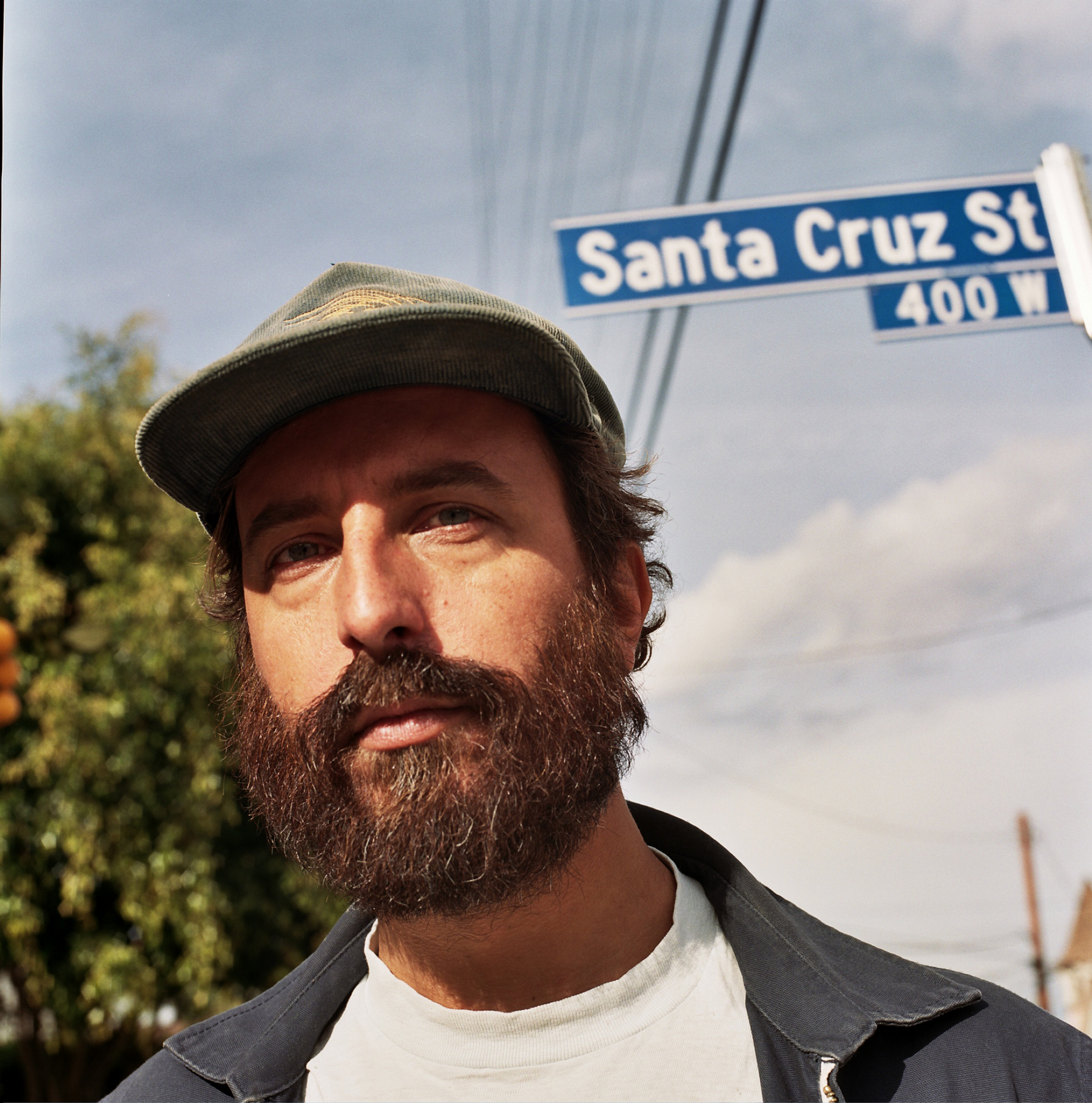

데이비드 허먼(영어: David Herman, 1967년 2월 20일 ~ )은 미국의 배우, 성우이다.
뉴욕에서 태어났다.

## 영화
- 더 구드 패밀리 (2009년)
- 꿀벌 대소동 (2007년)
- 이디오크러시 (2006년) - 국무장관 역
- 래더 이펙트 (2006년)
- 아메리칸 대드! (2005년)
- 차고 지르기 (2005년) - 리퍼리 역
- 뻔뻔한 딕 & 제인 (2005년)
- 테이블 원 (2000년)
- 먼진너 마르티네즈 (2000년)
- 내 차 봤냐? (2000년) - 넬슨 역
- 맛을 보여드립니다 (2000년)
- 나는 네가 지난 13일 금요일 밤에 한 일을 알고 있다 (2000년)
- 올리브, 디 아더 레인디어 (1999년)
- 뛰는 백수, 나는 건달 (1999년) - 마이클 볼튼 역
- 엔젤 (1999년)
- 퓨쳐라마 (1999년)
- 킹 오브 더 힐 (1997년)
- 렛 잇 비 미 (1995년)
- 거리의 청춘 (1989년)
- 7월 4일생 (1989년)